# Dyspteris subvariata
Dyspteris subvariata là một loài bướm đêm trong họ Geometridae.